# Altona (Band)
Altona war eine deutsche Jazzrock-Gruppe, die von 1972 bis 1975 bestand. Der Stil des Septetts wurde als Brassrock und Wagner-Rock bezeichnet und stand durch Karl-Heinz Blumenberg und Werner von Gosen in der Tradition von Thrice Mice.
Am bekanntesten dürfte der Instrumentaltitel „Überlandfahrt“ sein, der vor allem durch Blumenbergs Saxophonspiel und von Gosens Gitarrenimprovisationen mit Wah Wah-Effekten geprägt ist. In den 1970er Jahren war das Stück jeden Donnerstag in der hr1-Sendung „Hitparade International“ zu hören.
Die Formation war ebenso an den Titeln „Ich möchte mir“, „Knoblauch“ sowie „Liedermacher“ von Hanns Dieter Hüsch beteiligt, die dieser im Rahmen seines Auftritts am 7. März 1975 im Deutschen Schauspielhaus in Hamburg vortrug und die Bestandteil des daraus produzierten Doppelalbums Nachtvorstellung wurden. Insbesondere das Stück „Liedermacher“, mit dem Hanns Dieter Hüsch das damals entstandene – überwiegend – deutschsprachige Genre persifliert, erlangte einen gewissen Bekanntheitsgrad und wurde häufiger von Radiosendern (so beispielsweise vom WDR II in den Nachmittagsprogrammen) gespielt. Die LPs erschienen bei RCA; als CDs wurden sie ab 2001 von disconforme neu aufgelegt.

## Alben
- 1974: Altona
- 1975: Chickenfarm